# 10918 Кодай
10918 Кодай (10918 Kodaly) — астероїд головного поясу, відкритий 1 січня 1998 року.
Тіссеранів параметр щодо Юпітера — 3,202.